# StartTrack
StartTrack — российская краудинвестинговая платформа, созданная в 2013 году при поддержке Фонда Развития Интернет-Инициатив. StartTrack стала первой российской краудинвестинговой платформой, получившей при создании инвестиции свыше 90 млн рублей. Компания предоставляет частным инвесторам и предпринимателям инфраструктуру для заключения инвестиционных сделок — онлайн-платформу, регулярные мероприятия, услуги по анализу компаний.
Компании могут использовать StartTrack в качестве альтернативны банкам и инвестиционным фондам, чтобы получить финансирование от широкого круга частных и институциональных инвесторов. Также платформа позволяет инвесторам формировать синдикаты для коллективного финансирования бизнеса и активно развивает направление краудинвестинга.
Платформа StartTrack позволяет заключать следующие виды инвестиционных сделок:
- купля-продажа долей в уставном капитале компании;
- купля-продажа акций и облигаций;
- инвестиции по договору конвертируемого займа;
- инвестиции по договору займа.

Генеральный директор StartTrack — Константин Шабалин.

## Основные факты
- По сведениям StartTrack на 27 ноября 2018 года:
  - 76 российских компаний привлекли от частных инвесторов площадки 2 млрд 379 млн рублей.
  - На площадке аккредитовано 6860 инвесторов.
- В мае 2016 года StartTrack отчитался перед Центральным Банком Российской Федерации и сообщил о том, что с момента первой сделки в 2014 году привлек в 22 проекта уже 325,6 млн рублей. При этом с начала 2016 года компании заключили с частными инвесторами площадки 162 сделки на общую сумму 148 млн рублей[4].
- В январе 2016 года компания запустила онлайн-сервис для коллективного кредитования бизнеса[5].
- По итогам 2015 года 11 компаний привлекли через StartTrack 115,5 млн рублей, заключив с частными инвесторами площадки 59 сделок[6].
- В декабре 2015 компания провела первую конференцию для инвесторов «StartTrack Day: Будущее электронной коммерции»[7]. В том же месяце StartTrack совместно с ФРИИ выпустил исследование мирового венчурного рынка «Венчур в цифрах. Весь мир. За 9 месяцев 2015 года» (недоступная ссылка)[8].
- В августе 2015 года StartTrack открыл вечернюю школу для начинающих инвесторов[9].

## Механизм работы
Инвестиционная платформа StartTrack реализует три механизма привлечения частного финансирования в бизнес: инвестиции по договору займа (краудлендинг), прямые инвестиции (краудинвестинг) и инвестиции по договору конвертируемого займа. Общим принципом работы с инструментами StartTrack является то, что бизнес может получить инвестиции как от юридических, так и от физических лиц, минуя обращения к банкам и инвестиционным фондам.
Механизм работы StartTrack коренным образом отличается от площадок Kickstarter и Indiegogo. Эти платформы работают по модели краудфандинга, привлекая частное финансирование в качестве добровольных пожертвований или пожертвований в обмен на продукты компании. Механизмы краудинвестинга и краудленинга реализуемые StartTrack используют такие инвестиционные платформы, как CrowdCube, Seedrs, Lending Club, AngelList и другие.

## Мероприятия для инвесторов
StartTrack стремится развивать российское сообщество частных инвесторов. В мае 2016 года компания провела 6 сезон вечерних курсов для инвесторов, где представители инвестиционных фондов и другие эксперты рассказали участникам об основах инвестиций. По информации StartTrack, участники вечерних курсов впоследствии инвестировали в компании платформы более 122 млн рублей.
С декабря 2016 года по настоящее время StartTrack провел более 10 конференций для предпринимателей и инвесторов, в том числе:
- 19 декабря 2015 года — конференция ST Day: Будущее электронной коммерции[11]
- 10 марта 2016 года — конференция ST Day: Еда[12]
- 16 апреля 2016 года — конференция ST Day: Digital Marketing[13]
- 14 мая 2016 года — конференция ST Day: ЗОЖ[14]
- 2 июля 2016 года — конференция ST Day: Дети[15]
- 19 декабря 2017 года — конференция «Большой куш»[16]

На каждой конференции ST Day выступили лидеры крупных российских компаний из конкретного сегмента рынка. Цель каждого события — обсудить перспективы рынка и выяснить, в какие проекты стоит инвестировать деньги. В перечисленных событиях приняли участие более 4 тысяч человек. На сцене ST Day выступили представители Lamoda, Ozon.ru, Wikimart, Яндекс. Market, ФРИИ, Maxfield Capital, Genesys Technology Capital, Sun Capital, World Class, AltaIR Capital, Rambler&Co и других компаний.